# أرهارد بيرنر
أرهارد بيرنر (بالألمانية: Erhard-Heinrich Berner)‏ هو عسكري ألماني، ولد في 12 سبتمبر 1894 في شلينبرج في ليختنشتاين، وتوفي في 25 يوليو 1960 في هانوفر في ألمانيا.